# Under und Tuglas Literaturzentrum
Das Under und Tuglas Literaturzentrum (estn. Underi ja Tuglase Kirjanduskeskus, Abk. UTKK) ist ein Forschungsinstitut der Estnischen Akademie der Wissenschaften mit Sitz in Tallinn.

## Gründung und Vorgeschichte
Vorläufer des Instituts war das 1947 von der Akademie der Wissenschaften der ESSR in Tartu gegründete Institut für Sprache und Literatur (estn. Keele ja Kirjanduse Instituut, Abk. KKI), das 1952 nach Tallinn umzog. Dieses reine Forschungsinstitut umfasste drei Wissenschaftsbereiche: Im linguistischen Sektor befasste man sich mit der Erstellung von Wörterbüchern und der Erforschung des Estnischen und der finnougrischen Sprachen. Im literaturwissenschaftlichen Sektor wurde die estnische Literatur erforscht, und der dritte Bereich widmete sich der Folklore.
Nach der 1991 erfolgten Wiederherstellung der Unabhängigkeit Estlands wurden 1993 zwei Nachfolgeinstitute gegründet. Für die Erforschung der estnischen Sprache wurde das Institut für Estnische Sprache geschaffen, die Literatur wurde fortan im Under und Tuglas Literaturzentrum, in das auch das Friedebert-Tuglas-Museum eingegliedert wurde, erforscht.

## Namensgebung
Der estnische Schriftsteller Friedebert Tuglas hatte 1970 seinen Nachlass (u. a. eine Bibliothek mit über 12.000 Bänden und eine Kunstsammlung mit über 1000 Kunstwerken) testamentarisch der Akademie der Wissenschaften vermacht und gleichzeitig den Wunsch geäußert, seine letzte Wohnstätte möge als Museum eingerichtet werden. Vermutet wird, dass er dies als Dank dafür tat, dass er in der Periode der stalinistischen Repressalien, als er aller Ämter und Mitgliedschaften verlustig ging, seine Mitgliedschaft in der Akademie der Wissenschaften behalten konnte. Er wohnte zu jenem Zeitpunkt in einem Haus in Nõmme, in dem bis zu ihrer Flucht nach Schweden 1944 Marie Under und Artur Adson gelebt hatten. Das Museum wurde unmittelbar nach seinem Tode 1971 eingerichtet und 1976 für das Publikum geöffnet. 1993 wurde dieses Museum mit der Literaturabteilung des aufgelösten Instituts für Sprache und Literatur zum neugegründeten Under und Tuglas Literaturzentrum vereinigt.

## Ziele und Aufgabenbereiche
Neben der Wahrung des Erbes von Tuglas, das in dem Museum in Nõmme aufbewahrt wird, besteht die Hauptaufgabe des Instituts in der Erforschung der gesamten Literatur, die auf dem Gebiet des heutigen Estlands verfasst worden ist. Das schließt für die früheren Jahrhunderte explizit auch die Beschäftigung mit der deutschbaltischen Literatur mit ein.
Das Forschungszentrum führt regelmäßig internationale Konferenzen durch und publiziert mehrere Buchreihen.

## Direktoren
- 1993–1996: (kommissarisch) Piret Kruuspere
- 1996–2000: Toomas Liiv
- seit 2000: Jaan Undusk

## Sekundärliteratur
- Eeva Ahven: Pilk paberpeeglisse. Keele ja Kirjanduse Instituudi kroonika 1947–1993. Tallinn: Eesti Keele Sihtasutus 2007.